# Ефективна площа антени
Ефективна площа антени — площа еквівалентної плоскої антени з рівномірним амплітудно-фазовим розподілом, що має таке саме найбільше значення коефіцієнта спрямованої дії (КСД), що й дана антена.
Для антени в режимі приймання ефективна площа антени (використовується також термін ефективна поверхня антени) характеризує здатність антени збирати (перехоплювати) потік потужності електромагнітного випромінювання, що падає на неї, і перетворювати його в потужність на навантаженні (з точністю до ККД антени і якості узгодження антени з навантаженням).
Ефективна площа антени
{\displaystyle A_{eff}={\frac {P}{\Pi }}}, де
{\displaystyle P}, Вт — найбільша можлива потужність, що виділяється в навантаженні даної антени; {\displaystyle \Pi }, Вт/м2 — густина потоку потужності плоскої хвилі в місці розташування антени. Ефективна площа антени як коефіцієнт пропорційності між {\displaystyle P} і {\displaystyle \Pi } аналогічна діючій висоті антени як коефіцієнту пропорційності між амплітудою напруженості електричного поля [В/м] плоскої хвилі, що падає на антену, та амплітудою ЕРС [В] на клемах антени.
Через нерівномірність амплітудно-фазового розподілу та дифракцію радіохвиль на антені ефективна площа антени завжди менша за її геометричну площу (площу апертури антени). Електромагнітні хвилі з надто великою (порівняно з розмірами антени) довжиною хвилі огинають антену, за дуже малої довжини хвилі позначаються похибки виготовлення антени. Тому вважають, що робочий діапазон довжин хвиль λ антени {\displaystyle 20\sigma <\lambda <{\frac {1}{20}}D}, де {\displaystyle \sigma } — похибка виконання поверхонь антени, {\displaystyle D} — діаметр апертури. За межами цього діапазону довжин хвиль ефективна площа антени різко падає.
Відношення ефективної площі антени до геометричної площі антени називають коефіцієнтом використання поверхні (КВП) антени. Тобто ефективна площа антени пропорційна площі апертури антени та КВП. Для максимізації енергетичних характеристик (КСД) антену проєктують так, щоб її ефективна площа була максимальною, чого, за обмеження площі апертури антени (за обмежень на габаритні розміри антени), досягають максимізацією КВП. Для цього прагнуть забезпечити рівномірний амплітудно-фазовий розподіл.
Ефективна площа пов'язана з діаграмою спрямованості (ДС) антени та її КСД:
{\displaystyle A_{eff}={\frac {\lambda ^{2}}{\Omega _{a}}}=D_{0}{\frac {\lambda ^{2}}{4\pi }}},
де {\displaystyle \Omega _{a}=\int \limits _{4\pi }A(\theta ,\varphi )d\Omega } — ефективний тілесний кут; {\displaystyle A(\theta ,\varphi )} — нормована до свого максимуму ДС антени; {\displaystyle D_{0}} — найбільше значення КСД антени.

## Коефіцієнт використання апертури
Коефіцієнтом використання апертури називають безрозмірну величину, що дорівнює відношенню ефективної площі антени до її геометричної площі:
{\displaystyle \varepsilon ={\frac {A_{eff}}{A_{geom}}}}
Оскільки ефективна площа антени завжди менша від геометричної, коефіцієнт використання апертури лежить у діапазоні від 0 до 1.